# 사이클로운데케인
사이클로운데케인(cycloundecane) 또는 시클로운데칸은 C11H22의 화학식을 가져 분자에 탄소원자가 11개인 사이클로알케인이다.